# Марвін Рейнвотер
Марвін Рейнвотер (англ. Marvin Rainwater; 2 липня 1925, Вічита, Канзас— 17 вересня 2013) — американський музикант, співак та автор пісень, виконавець рокабілі та кантрі. Рейнвотер, на чверть індіанець черокі, нерідко виступав на сцені у національних костюмах і (як зазначає «Allmusic»), «надміру прямолінійно з точки зору людини епохи політкоректності експлуатував» етнічну складову, проте в історії сучасної музики він залишився, перш за все, як один з найбільш незвичайних, винахідливих та різнобічних виконавців свого жанру, що мав і комерційний успіх: хітами ставали його пісні «Gonna Find Me a Bluebird» (1957), «Whole Lotta Woman» і «I Dig You Baby» (1958).

## Дискографія

### Хіт-сингли
| Рік  | Тема                                       | Найвища позиція у чартах | Найвища позиція у чартах | Найвища позиція у чартах |
| Рік  | Тема                                       | US Country               | US                       | UK                       |
| ---- | ------------------------------------------ | ------------------------ | ------------------------ | ------------------------ |
| 1957 | «Gonna Find Me a Bluebird»                 | 3                        | 18                       | —                        |
| 1957 | «The Majesty of Love» (з Конні Френсіс)    | —                        | 93                       | —                        |
| 1958 | «Whole Lotta Woman»                        | 15                       | 60                       | 1                        |
| 1958 | «I Dig You Baby»                           | —                        | —                        | 19                       |
| 1958 | "Nothin' Needs Nothin' (Like I Need You) " | 11                       | —                        | —                        |
| 1959 | «Half-Breed»                               | 16                       | 66                       | —                        |

## Відео
- Marvin Rainwater, London Palladium [Архівовано 21 вересня 2013 у Wayback Machine.]. — 13 квітня 1958. Перший виступ Рейнуотера на британському телебаченні.